# Dustin Brown (tennis)
Pour les articles homonymes, voir Dustin Brown et Brown.
Dustin Brown, né le 8 décembre 1984 à Celle en Allemagne, est un joueur de tennis jamaïco-allemand, professionnel de 2002 à 2024.
Il a remporté deux titres ATP en double messieurs, à Metz en 2010 et à Casablanca en 2012, ainsi que huit titres Challenger en simple et vingt-deux en double.
De père jamaïcain et de mère allemande, il a d'abord joué sous les couleurs de la Jamaïque avant de représenter l'Allemagne à partir de novembre 2010. Depuis mai 2022, il s'aligne à nouveau en tant que jamaïcain.
Brown est l'un des rares joueurs à n’avoir jamais perdu contre Rafael Nadal, avec deux victoires pour aucune défaite.

## Biographie
Dustin Brown est né le 8 décembre 1984 à Celle, en Allemagne de l'Ouest. Son père, Leroy Brown est Jamaïcain tandis que sa mère Inge est Allemande. Il a émigré vers Montego Bay, en Jamaïque, en 1996 avant de revenir finalement en Allemagne, pays dans lequel il vit depuis 2004. Avec peu de moyens, il parcourt les tournois Challenger et Future dans un camping-car, offert par ses parents, entre 2004 et 2009. Il est sponsorisé par Air Berlin qui lui paie tous ses trajets et est un des rares joueurs du circuit à porter des dreadlocks.

## Carrière
En obtenant une invitation pour le tournoi de Wimbledon 2010, Dustin Brown participe à son premier tournoi du Grand Chelem, devenant le premier Jamaïcain depuis 36 ans à participer à un des quatre majeurs. Ses performances ont fait de lui l'un des meilleurs joueurs de l'histoire de son pays.
En 2010, sur le circuit ATP, il atteint les quarts de finale des tournois de Johannesburg et de Newport. En septembre, il passe le 1er tour de l'US Open et devient le premier Jamaïcain à remporter un match en tournoi du Grand Chelem depuis Richard Russell en 1974. Au second tour, il s'incline en 3 sets face à Andy Murray.
Il crée la surprise lors du tournoi de Wimbledon 2013 en sortant l'ex-numéro 1 mondial, Lleyton Hewitt en quatre sets.
En 2014, à Halle, après avoir bénéficié d'une invitation, il bat facilement au second tour le numéro 1 mondial Rafael Nadal, fraîchement vainqueur de Roland Garros, sur le score sans appel de 6-4, 6-1. Au tour suivant, lors d'un match atypique, il s'incline contre son compatriote Philipp Kohlschreiber après avoir mené 5-0 dans le second set et avoir obtenu plusieurs balles de match, notamment lors du jeu décisif qu'il perd 18-16.
En 2015, il réitère cet exploit en éliminant, au second tour de Wimbledon, Rafael Nadal sur le score (7-5, 3-6, 6-4, 6-4) au cours d'une partie maîtrisée alors que Brown jouait pour la première fois sur le court central londonien.
L'année 2016 est de loin sa meilleure avec notamment une demi-finale à Montpellier où il perd contre Richard Gasquet, un titre au Challenger de Manchester et aussi sa première victoire dans le tableau principal de Roland-Garros où il s'incline au deuxième tour face à Jack Sock.
Il commence l'année 2017 par le tournoi de Doha. Au premier tour il bat difficilement l'Argentin Facundo Bagnis puis s'incline au second tour face au Français Jo-Wilfried Tsonga (6-1, 6-3). Il enchaîne la semaine suivante au tournoi d'Auckland où il s'incline au deuxième tour face au Chypriote Márcos Baghdatís. À l'Open d'Australie, il s'incline logiquement dès le premier tour 6-3, 6-4, 6-2 face au canadien no 3 mondial Milos Raonic. En février, il se rend au tournoi de Montpellier où il réalise une belle performance au second tour en écartant le Croate Marin Čilić (n°7) 6-4, 6-4, ce qui lui permet de se qualifier pour les quarts de finale, où il s'incline face à Benoit Paire sur abandon. Associé à Frances Tiafoe, il parvient en finale du double messieurs du tournoi de Houston. Qualifié pour le tournoi de Wimbledon, il chute dès le second tour face à Andy Murray sur le score de 6-3, 6-2, 6-2.
L'année 2018 est marquée par une finale en Challenger, à Gênes, concédée à Lorenzo Sonego (2–6, 1–6), ainsi que par un nouveau titre en double messieurs, toujours sur le circuit Challenger, à Côme.
C'est en 2019 que Brown renoue avec le succès, à l'occasion du Sophia Antipolis Open, au terme duquel il s'impose en finale face au Serbe Filip Krajinović sur le score de 6-3, 7-5, non sans avoir délivré un festival de coups exceptionnels. C'est son premier titre professionnel en simple messieurs depuis 2016. Il ajoute un nouveau titre Challenger en double à son palmarès, à l'occasion du tournoi de Nouméa, associé à Donald Young. Durant le tournoi de Stuttgart, il réalise l'exploit de battre son compatriote et numéro cinq mondial Alexander Zverev au second tour, mais s'incline en quarts de finale face à Félix Auger-Aliassime sur le score serré de 7-6, 6-7, 7-6, au bout de deux heures de combat.
Il dispute son dernier tournoi ATP à Stuttgart en 2021 mais continue sa carrière en double.
Le 20 janvier 2024, il annonce prendre sa retraite à la fin de la saison, dû à des problèmes de dos récurrents. Il dispute son dernier tournoi professionnel lors de l'Open de Moselle en novembre.

## Style de jeu
Dustin Brown est reconnu comme un tennisman atypique, ne se basant sur aucun système de jeu, et développant un tennis créatif, ludique, imprévisible et inspiré, en totale contradiction avec le « tennis pourcentage » de son époque.
Solide en fond de court grâce à des coups frappés à plat et extrêmement puissants, il excelle aussi dans les filières courtes, pratiquant généreusement le service-volée avec efficacité et talent. Son relâchement extrême donne l'impression qu'il ne force jamais ses frappes, et son excellente anticipation lui permet de masquer ses trajectoires de balles afin de surprendre son adversaire sur son replacement. Son jeu de jambes et sa vitesse de déplacement lui confèrent une parfaite couverture du terrain, en défense comme dans le « petit jeu ».
À son aise sur toutes les surfaces, Brown excelle également dans l'art de l'amortie, amortie rétro et l'amortie-lob, délivrant régulièrement des coups spectaculaires qui font sa réputation. Il possède également un premier service lourd et percutant, et n'hésite pas à forcer sur sa seconde balle, commettant ainsi un grand nombre de doubles fautes.
Ces caractéristiques font de lui un joueur d'inspiration, déroutant et audacieux, et à la détermination fluctuante, ce qui peut provoquer beaucoup de déchets dans son jeu, et qui explique en partie sa très grande irrégularité, à la fois dans son tennis, mais aussi dans sa carrière, où il n'a jamais obtenu de résultats à la hauteur de son talent,.
À son sujet, le Serbe Novak Djokovic dira : « Son style est peu orthodoxe, mais je pense qu'il est un joueur très important pour le tennis. C'est phénoménal d'avoir un gars qui profite de chaque moment et qui soit si imprévisible sur le court. Il a énormément de talent. Ses qualités de jeu sont peut-être sous-estimées. » En 2019, Roger Federer exprimera lui aussi son admiration pour le jeu « non-traditionnel » de l'Allemand.

## Palmarès
En simple, Dustin Brown a remporté les tournois Challenger de Samarcande en 2009, de Johannesburg et d'Aix-la-Chapelle en 2010, de Bath en 2012, de Gênes en 2013, Szczecin en 2014, Manchester en 2016 et Sophia Antipolis en 2019 et les tournois Futures de Römerberg en 2007, de Trèves en 2008 et de Vaduz en 2009.

### Titres en double messieurs
| No | Date       | Nom et lieu du tournoi          | Catégorie | Dotation  | Surface      | Partenaire    | Finalistes                      | Score    |          |
| -- | ---------- | ------------------------------- | --------- | --------- | ------------ | ------------- | ------------------------------- | -------- | -------- |
| 1  | 20-09-2010 | Open de Moselle Metz            | ATP 250   | 398 250 € | Dur (int.)   | Rogier Wassen | Marcelo Melo Bruno Soares       | 6-3, 6-3 | Parcours |
| 2  | 09-04-2012 | Grand-Prix Hassan II Casablanca | ATP 250   | 398 250 € | Terre (ext.) | Paul Hanley   | Daniele Bracciali Fabio Fognini | 7-5, 6-3 | Parcours |

### Finales en double messieurs
| No | Date       | Nom et lieu du tournoi                                       | Catégorie | Dotation  | Surface      | Vainqueurs                           | Partenaire         | Score              |          |
| -- | ---------- | ------------------------------------------------------------ | --------- | --------- | ------------ | ------------------------------------ | ------------------ | ------------------ | -------- |
| 1  | 20-02-2012 | Open 13 Marseille                                            | ATP 250   | 512 750 € | Dur (int.)   | Nicolas Mahut Édouard Roger-Vasselin | Jo-Wilfried Tsonga | 3-6, 6-3, [10-8]   | Parcours |
| 2  | 23-07-2012 | bet-at-home Cup Kitzbühel                                    | ATP 250   | 358 425 € | Terre (ext.) | František Čermák Julian Knowle       | Paul Hanley        | 7-64, 3-6, [12-10] | Parcours |
| 3  | 08-04-2013 | Grand-Prix Hassan II Casablanca                              | ATP 250   | 410 200 € | Terre (ext.) | Julian Knowle Filip Polášek          | Christopher Kas    | 6-3, 6-2           | Parcours |
| 4  | 10-04-2017 | Fayez Sarofim & Co. US Men's Clay Court Championship Houston | ATP 250   | 535 625 $ | Terre (ext.) | Julio Peralta Horacio Zeballos       | Frances Tiafoe     | 4-6, 7-5, [10-6]   | Parcours |

## Parcours dans les tournois duGrand Chelem

### En simple
| Année | Open d'Australie | Open d'Australie | Internationaux de France | Internationaux de France | Wimbledon       | Wimbledon        | US Open         | US Open          |
| ----- | ---------------- | ---------------- | ------------------------ | ------------------------ | --------------- | ---------------- | --------------- | ---------------- |
| 2010  | —                | —                | —                        | —                        | 1er tour (1/64) | Jürgen Melzer    | 2e tour (1/32)  | Andy Murray      |
| 2011  | 1er tour (1/64)  | Albert Montañés  | 1er tour (1/64)          | Leonardo Mayer           | —               | —                | —               | —                |
| 2012  | —                | —                | —                        | —                        | 1er tour (1/64) | David Ferrer     | —               | —                |
| 2013  | —                | —                | —                        | —                        | 3e tour (1/16)  | Adrian Mannarino | —               | —                |
| 2014  | —                | —                | 1er tour (1/64)          | M. Matosevic             | 1er tour (1/64) | Márcos Baghdatís | 1er tour (1/64) | Bernard Tomic    |
| 2015  | 1er tour (1/64)  | Grigor Dimitrov  | —                        | —                        | 3e tour (1/16)  | Viktor Troicki   | 1er tour (1/64) | Robin Haase      |
| 2016  | —                | —                | 2e tour (1/32)           | Jack Sock                | 2e tour (1/32)  | Nick Kyrgios     | 1er tour (1/64) | Milos Raonic     |
| 2017  | 1er tour (1/64)  | Milos Raonic     | 1er tour (1/64)          | Gaël Monfils             | 2e tour (1/32)  | Andy Murray      | 2e tour (1/32)  | R. Bautista-Agut |
| 2018  | 1er tour (1/64)  | João Sousa       | —                        | —                        | —               | —                | —               | —                |

N.B. : à droite du résultat se trouve le nom de l'ultime adversaire.

### En double messieurs
| Année | Open d'Australie                                                                             | Open d'Australie                                                                     | Internationaux de France                                                                   | Internationaux de France                                                                | Wimbledon                                                                        | Wimbledon | US Open | US Open |
| ----- | -------------------------------------------------------------------------------------------- | ------------------------------------------------------------------------------------ | ------------------------------------------------------------------------------------------ | --------------------------------------------------------------------------------------- | -------------------------------------------------------------------------------- | --------- | ------- | ------- |
| 2011  | 2e tour (1/16) R. Wassen \|\| style="text-align:left;" \| C. Ebelthite A. Feeney             | 1/8 de finale M. Kohlmann \|\| style="text-align:left;" \| S. Lipsky Rajeev Ram      | 1er tour (1/32) M. Kohlmann \|\| style="text-align:left;" \| C. Ball S. González           | —                                                                                       | —                                                                                |           |         |         |
| 2012  | 1er tour (1/32) Ivan Dodig \|\| style="text-align:left;" \| J. I. Chela E. Schwank           | 1er tour (1/32) J. Marray \|\| style="text-align:left;" \| J. S. Cabal R. Farah      | 2e tour (1/16) O. Marach \|\| style="text-align:left;" \| S. Lipsky Rajeev Ram             | 1er tour (1/32) C. Kas \|\| style="text-align:left;" \| L. Paes R. Štěpánek             |                                                                                  |           |         |         |
| 2013  | 1er tour (1/32) C. Kas \|\| style="text-align:left;" \| M. Granollers Marc López             | —                                                                                    | —                                                                                          | 1er tour (1/32) R. Junaid \|\| style="text-align:left;" \| A.-U.-H. Qureshi J.-J. Rojer | —                                                                                | —         |         |         |
| 2014  | 1er tour (1/32) G. Monfils \|\| style="text-align:left;" \| P. Carreño-Busta G. García-López | —                                                                                    | —                                                                                          | 2e tour (1/16) J.-L. Struff \|\| style="text-align:left;" \| D. Nestor N. Zimonjić      | —                                                                                | —         |         |         |
| 2015  | 2e tour (1/16) P. Andújar \|\| style="text-align:left;" \| E. Butorac Sam Groth              | 1er tour (1/32) Haider-Maurer \|\| style="text-align:left;" \| N. Monroe Artem Sitak | 1er tour (1/32) Haider-Maurer \|\| style="text-align:left;" \| N. Monroe Artem Sitak       | —                                                                                       | —                                                                                |           |         |         |
| 2016  | 1er tour (1/32) A. Bedene \|\| style="text-align:left;" \| Ivan Dodig Marcelo Melo           | —                                                                                    | —                                                                                          | 2e tour (1/16) J.-L. Struff \|\| style="text-align:left;" \| J. Marray A. Shamasdin     | 1er tour (1/32) B. Paire \|\| style="text-align:left;" \| M. Baghdatís G. Müller |           |         |         |
| 2017  | 1er tour (1/32) Albert Ramos \|\| style="text-align:left;" \| N. Zimonjić M. Zverev          | 1er tour (1/32) Lu Yen-hsun \|\| style="text-align:left;" \| C. Lestienne C. Moutet  | 1er tour (1/32) M. Zverev \|\| style="text-align:left;" \| Rohan Bopanna É. Roger-Vasselin | —                                                                                       | —                                                                                |           |         |         |
|       |                                                                                              |                                                                                      |                                                                                            |                                                                                         |                                                                                  |           |         |         |
| 2024  | —                                                                                            | —                                                                                    | 1er tour (1/32) F. Tiafoe \|\| style="text-align:left;" \| M. Daniell M. McDonald          | 1/8 de finale S. Báez \|\| style="text-align:left;" \| M. Granollers H. Zeballos        | —                                                                                | —         |         |         |

N.B. : le nom du partenaire se trouve sous le résultat ; les noms des ultimes adversaires se trouvent à droite.

### En double mixte
| Année | Open d'Australie | Open d'Australie | Internationaux de France | Internationaux de France | Wimbledon                  | Wimbledon                  | US Open | US Open |
| ----- | ---------------- | ---------------- | ------------------------ | ------------------------ | -------------------------- | -------------------------- | ------- | ------- |
| 2011  | —                | —                | —                        | —                        | 1er tour (1/32) Vania King | E. Baltacha Ken Skupski    | —       | —       |
|       |                  |                  |                          |                          |                            |                            |         |         |
| 2016  | —                | —                | —                        | —                        | 1er tour (1/32) M. Brengle | J. Ostapenko Oliver Marach | —       | —       |

N.B. : le nom de la partenaire se trouve sous le résultat ; les noms des ultimes adversaires se trouvent à droite.

## Parcours dans lesMasters 1000
| Année | Indian Wells           | Miami             | Monte-Carlo | Madrid | Rome | Canada | Cincinnati | Shanghai | Paris |
| ----- | ---------------------- | ----------------- | ----------- | ------ | ---- | ------ | ---------- | -------- | ----- |
| 2011  | 1er tour P. Petzschner | —                 | —           | —      | —    | —      | —          | —        | —     |
|       |                        |                   |             |        |      |        |            |          |       |
| 2015  | 1er tour A. Golubev    | —                 | —           | —      | —    | —      | —          | —        | —     |
|       |                        |                   |             |        |      |        |            |          |       |
| 2017  | 1er tour D. Evans      | 1er tour D. Young | —           | —      | —    | —      | —          | —        | —     |

N.B. : sous le résultat se trouve le nom de l’ultime adversaire.

## Victoires sur le top 10
Toutes ses victoires sur des joueurs classés dans le top 10 de l'ATP lors de la rencontre.
| Légende      |
| Grand Chelem |
| Masters 1000 |
| ATP 500      |
| ATP 250      |
| Coupe Davis  |

| # | D.B.   | Tournoi     | Année | Surface      | Adversaire       | Rang  | Tour | Score              |
| - | ------ | ----------- | ----- | ------------ | ---------------- | ----- | ---- | ------------------ |
| 1 | no 101 | Houston     | 2014  | Terre battue | John Isner       | no 9  | 1/8  | 6-4, 67-7, 7-64    |
| 2 | no 85  | Halle       | 2014  | Gazon        | Rafael Nadal     | no 1  | 1/8  | 6-4, 6-1           |
| 3 | no 115 | Wimbledon   | 2015  | Gazon        | Rafael Nadal     | no 10 | 1/32 | 7-5, 3-6, 6-4, 6-4 |
| 4 | no 84  | Montpellier | 2017  | Dur (int.)   | Marin Čilić      | no 7  | 1/8  | 6-4, 6-4           |
| 5 | no 170 | Stuttgart   | 2019  | Gazon        | Alexander Zverev | no 5  | 1/8  | 6-4, 63-7, 6-3     |

## Classements ATP en fin de saison
| Année          | 2002 | 2003 | 2004 | 2005 | 2006 | 2007 | 2008 | 2009 | 2010 | 2011 | 2012 | 2013 | 2014 | 2015 | 2016 | 2017 | 2018 | 2019 | 2020 | 2021 | 2022 | 2023 |
| Rang en simple | 735  | 529  | 810  | 636  | 563  | 456  | 499  | 144  | 92   | 161  | 154  | 122  | 89   | 118  | 72   | 125  | 249  | 205  | 261  | 338  | –    | –    |
| Rang en double | 1022 | 718  | 792  | 530  | 579  | 440  | 262  | 207  | 53   | 69   | 55   | 85   | 85   | 82   | 175  | 183  | 191  | 217  | 219  | 134  | 111  | 201  |

Source : (en) Classements de Dustin Brown sur le site officiel de la Fédération internationale de tennis